# Imogen Cunningham

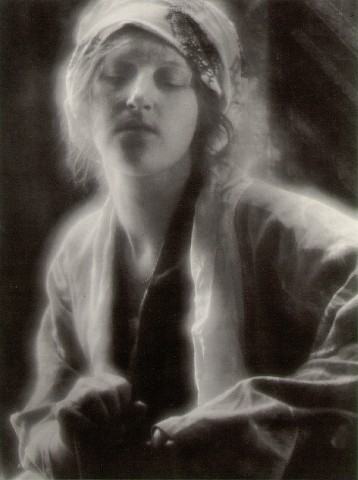
Imogen Cunningham, Marzenie (1910)

Imogen Cunningham (ur. 12 kwietnia 1883 w Oregonie, zm. 24 czerwca 1976 w San Francisco) – amerykańska fotografka.

## Życiorys
Studiowała chemię na Uniwersytecie Waszyngtońskim, opłacając naukę z pensji sekretarki. Ukończyła także studia fotochemiczne w Dreźnie. W 1907 r., po zakończeniu studiów, rozpoczęła dwuletnie praktyki u Edwarda C. Curtisa, a w 1910 założyła studio portretowe w Seattle.  W 1913 opublikowała artykuł, zachęcający kobiety do podejmowania kariery fotograficznej, zatytułowany Photography as a Profession for Women.
Razem z mężem, Roiem Partridgem i innymi artystami była założycielką i członkinią grupy f/64.
Jej główne obiekty fotografii to ludzie i rośliny domowe.
Miała troje dzieci.